# Cathédrale de La Havane
 (février 2025).
Si vous disposez d'ouvrages ou d'articles de référence ou si vous connaissez des sites web de qualité traitant du thème abordé ici, merci de compléter l'article en donnant les références utiles à sa vérifiabilité et en les liant à la section « Notes et références ».
La cathédrale de la Vierge Marie de l'Immaculée Conception (catedral de la Virgen María de la Concepción Inmaculada ou catedral San Cristobal de La Habana) est une cathédrale de style baroque du XVIIIe siècle consacrée à la Vierge Marie, située place de la Cathédrale dans un des quartiers les plus anciens de la vieille ville de La Havane à Cuba. C'est une des plus anciennes cathédrales d'Amérique.

## Historique
La cathédrale est construite à partir de 1748 sur les plans de l'architecte italien Francesco Borromini, au milieu d'un quartier colon, à deux pas du centre-ville de La Havane, sous les ordres de l'évêque de Salamanque. Les Jésuites se chargent des plans et travaux de l'édifice. De 1802 à 1832, elle est agrandie et ornementée par Juan José Díaz de Espada (es).
La nef centrale de la cathédrale abrite un monument funéraire dédié à Christophe Colomb jusqu'en 1898 (date de l'indépendance de Cuba) — le monument funéraire est depuis rapatrié dans la cathédrale Notre-Dame-du-Siège de Séville.
Les sculptures et le travail d'orfèvrerie de l'autel (en marbre de Carrare incrusté d’or, d’argent et d’onyx) et du tabernacle sont l'œuvre du sculpteur italien Fedele Bianchini.
En 1982 la cathédrale de La Havane est classée au patrimoine mondial de l'Humanité.

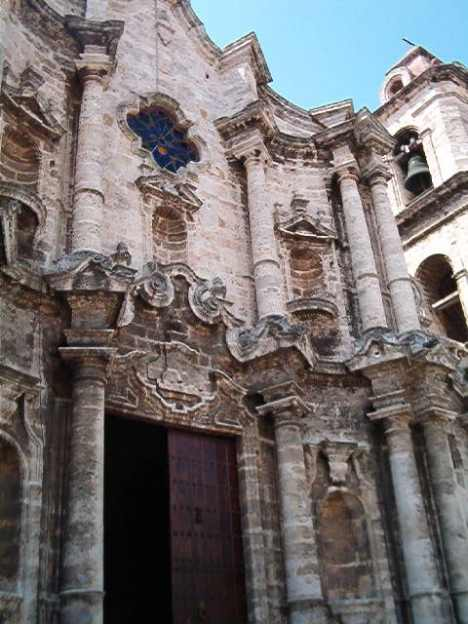
Porche
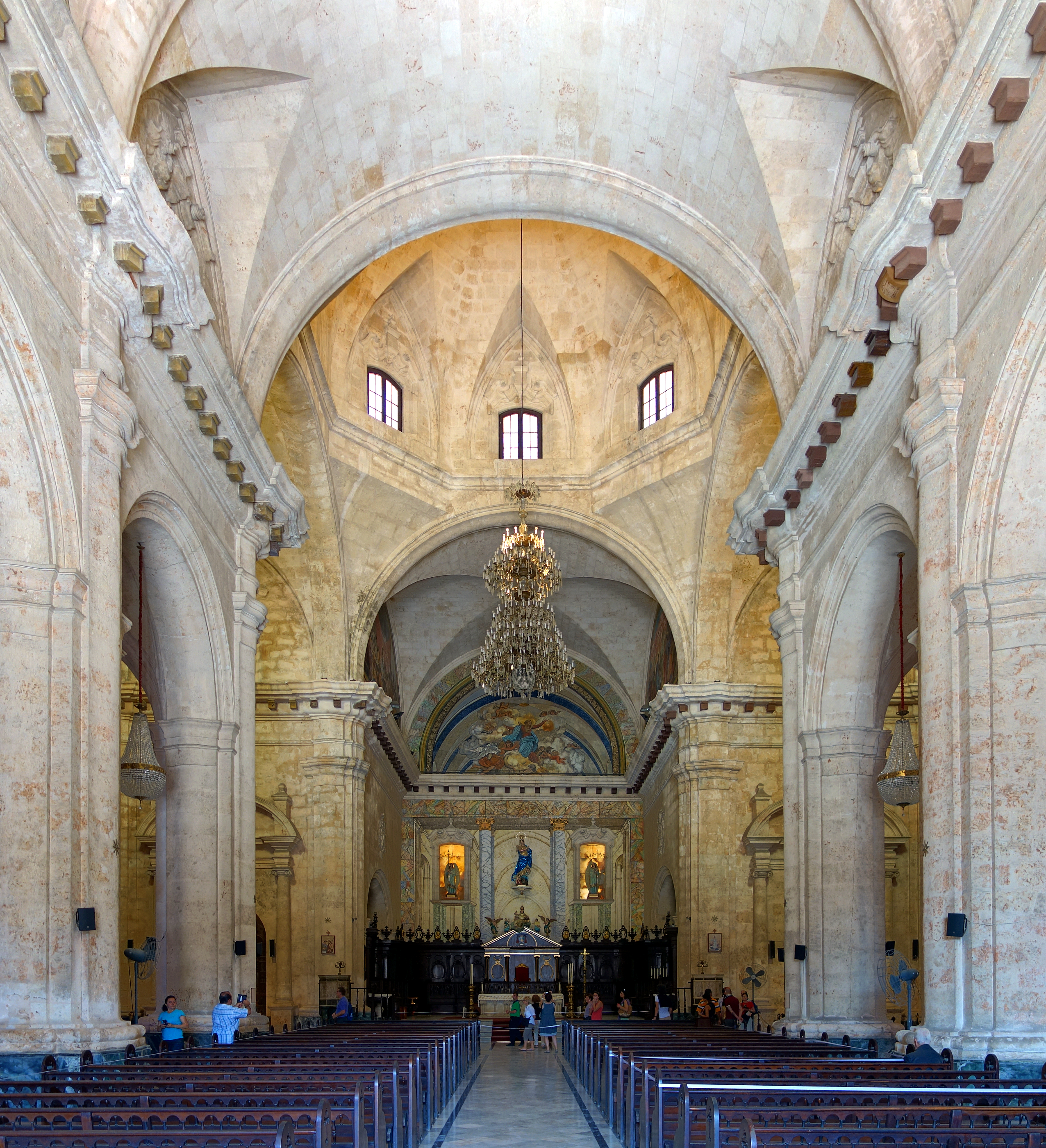
Nef
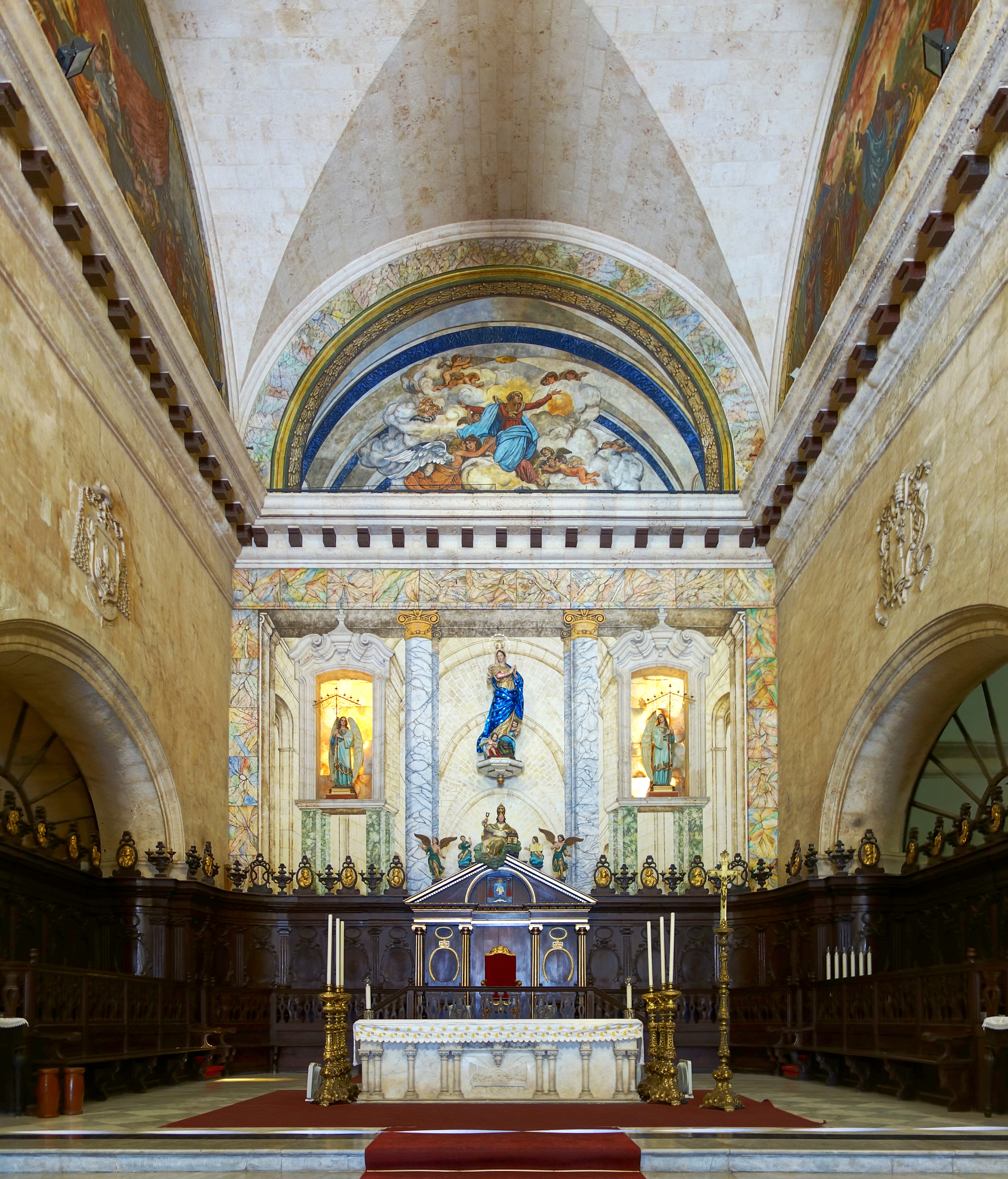
Chœur